# Régis Laconi
Pour les articles homonymes, voir Laconi et Régis.

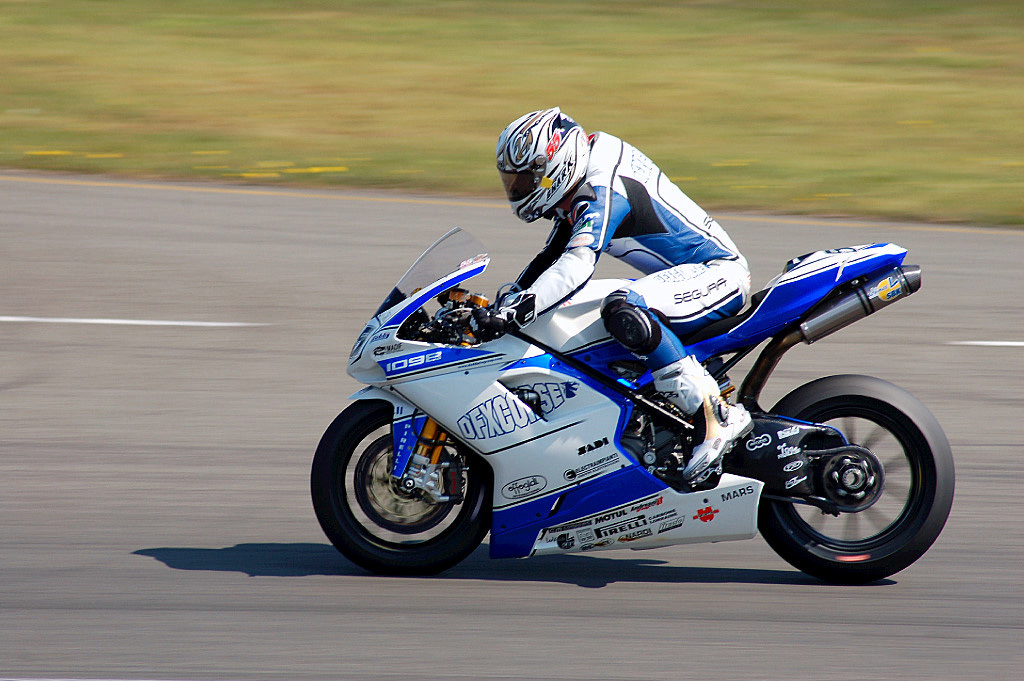
Régis Laconi, course Superbike d'Assen en

Régis Laconi, né le 8 juillet 1975 à Saint-Dizier (Haute-Marne), est un pilote de vitesse moto français.

## Biographie
Après des débuts en championnat de France, il participe en 1992 au Grand Prix de France, au Mans. Ce n'est que deux saisons plus tard qu'il participe à une saison complète en Grand Prix. Durant ces deux années, il complète son apprentissage en championnat de France et championnat d'Europe.
Il réalise ses deux premières saisons en 250 cm3. La saison suivante il évolue en 500 cm3, catégorie plus adaptée à son gabarit (1,76 m pour 75 kg). Ses débuts dans la catégorie reine se font sur une Honda compétition-client (NSR V2). Après un grave accident en Australie, qui le tient éloigné des circuits pendant deux mois, il revient terminer la saison. Ses bons résultats sur une moto privée et sa ténacité finissent par convaincre le team Red Bull de lui offrir le guidon d'une Yamaha officielle pour la saison suivante, il aura pour coéquipier Garry McCoy.
Cette première saison avec une moto officielle est une saison d'apprentissage où il termine régulièrement dans le top 10.
C'est en 1999 qu'il obtient sa première consécration, avec une pôle puis sa première victoire durant le même weekend lors du Grand Prix de Valence. Mais les bons résultats ne suivent pas, et en 2001 ayant perdu sa place chez Red Bull, il rejoint le championnat Superbike chez Aprilia sur la RSV avec Troy Corser comme coéquipier.
Dès sa première saison, il remporte sa première victoire à Imola et devient ainsi l'un des rares pilotes à avoir triomphé en 500 cm3 et en Superbike. Malheureusement, blessé dès le début de saison (percuté par une autre machine alors qu'il venait de chuter), les résultats ne seront pas à la hauteur de ses attentes.
En 2002, il revient en MotoGP toujours chez Aprilia, mais souffre de défauts de mise au point de la nouvelle RS3 (RS-cube).
De retour en Superbike sur une Ducati privée de l'équipe Caracchi, il termine la saison à une remarquable 4e place avec notamment d'impressionnants résultats en superpole (un seul tour chrono lancé pour déterminer la place sur la grille des seize premiers qualifiés). Il décrochera la pole à Sugo, et intercala régulièrement sa 998RS au milieu des motos d'usine Ducati 999F04 et 998F03. 
Ceci lui vaut d'avoir pour 2004 une Ducati d'usine, avec laquelle il mènera le championnat du monde. Néanmoins, un début de saison manqué (3 résultats blancs en 4 courses), lui fera perdre le titre qui sera remporté par son coéquipier James Toseland dans l'ultime course en France. Il restera le pilote ayant dominé le Superbike 2004 avec un impressionnant palmarès: 5 pôles, 14 podiums dont 7 victoires et 6 records du tour en course.
2005 aurait pu être l'année de la revanche, mais à trop forcer son talent pour rattraper les surpuissants 4 cylindres nippons, Régis Laconi va, toujours sur Ducati officielle, écourter sa saison sur blessures. Il cédera sa place à Lorenzo Lanzi qui profitera d'une moto en retour de forme. Il terminera la saison 2005 à la 5e place en offrant un tour de folie en Superpole au public français lors de l'ultime boucle à Magny-Cours, sans pour autant être capable de prendre le départ tant il est diminué.
En 2006 il retrouve une place sur la Kawasaki d'usine avec le Team PSG-1 Corse, mais cette saison sera pour lui l'apprentissage du 4 cylindres et sa décevante 15e place reflète aussi la qualité perfectible de sa nouvelle moto.
Toujours chez Kawasaki en 2007, le début de saison s'annonce plus prometteur et Régis est en droit d'espérer réaliser la première victoire pour la marque. Mais sa machine rencontre encore des problèmes de mise au point et le pilote doit se battre pour réussir à réaliser de bonnes performances. Malgré une moto en retrait par rapport aux Ducati, Honda et Yamaha, il termine le championnat du monde Superbike à une honorable 10e place.
Pour la saison 2008, le Team PSG-1 Corse reçoit le statut de Team officiel de la part de Kawasaki. Régis peut alors croire en un avenir meilleur avec cette nouvelle moto. Mais avec la mise en place d'une nouvelle limite de cylindrée (1 200 cm3), la Kawasaki est une fois encore en difficultés par rapport autres marques. Alors que la saison 2009 devait marquer le retour au sommet de Régis, le français va connaître sa plus mauvaise saison au championnat du monde Superbike avec une 17e place au classement général et une 9e comme meilleure performance cette année là. Lassé par les performances offertes par Kawasaki, Régis Laconi décide de quitter les verts, mais se retrouve sans guidon pour la saison 2009.
Après le dernier Grand Prix sur le nouveau circuit de Portimao, Régis Laconi effectue des tests avec le Team DFX Corse motorisé par Honda. Après des essais positifs, Régis Laconi est assuré d'être le futur pilote du Team DFX Corse. Autre bonne nouvelle pour le pilote, le Team italien quitte Honda pour Ducati, ainsi, Régis est de retour sur une Ducati 1098 RS09.
Lors du premier GP en Australie à Phillip Island, Régis Laconi réalise lors de la Superpole, le record sur ce circuit. Puis décroche une 8e place en première manche et surtout une quatrième place en deuxième manche où il a raté le podium de peu.
Le 15 mai 2009, il est victime d'un grave accident lors de la première séance d'essai à Kyalami. Il est hospitalisé dans un état grave avec traumatisme crânien et fracture de plusieurs vertèbres cervicales.
Après avoir dans un premier temps annoncé son retrait de la compétition suite de cet accident, il annonce en juin 2010 son intention de revenir en mondial Superbike. Finalement, Régis Laconi décide d'arrêter sa carrière de pilote moto. 
Depuis 2011, il est consultant sur Eurosport France où il commente en particulier les courses de la catégorie MotoGP.
Le 16 octobre 2012, pour les 25 ans du championnat du monde Superbike, Régis Laconi entre dans le Hall of Fame SBK avec Sébastien Charpentier et Andrew Pitt.
À partir de 2022, Régis Laconi devient consultant MotoGP pour Canal+. Il assure notamment l’intérim sur les épreuves où Randy de Puniet est retenu par ses obligations en Championnat du monde d'endurance moto.

### Anecdote
- Le 55, son numéro fétiche, est en lien avec le département de la Meuse, où il a ses attaches familiales.

## Carrière en Grand Prix moto

### Par catégorie
| Cat.    | Année               | 1er GP   | 1er Podium | 1re Victoire | Courses | Victoires | Podiums | Pole | M.tours¹ | Points | Titres |
| ------- | ------------------- | -------- | ---------- | ------------ | ------- | --------- | ------- | ---- | -------- | ------ | ------ |
| 125 cm3 | 1992                | FRA 1992 |            |              | 1       | 0         | 0       | 0    | 0        | 0      | 0      |
| 250 cm3 | 1995-1996           | AUS 1995 |            |              | 28      | 0         | 0       | 0    | 0        | 47     | 0      |
| 500 cm3 | 1997-2000           | MAL 1997 | VAL 1999   | VAL 1999     | 55      | 1         | 2       | 1    | 0        | 347    | 0      |
| MotoGP  | 2002                | JPN 2002 |            |              | 16      | 0         | 0       | 0    | 0        | 33     | 0      |
| Total   | 1992;1995-2000;2002 |          |            |              | 100     | 1         | 2       | 1    | 0        | 427    | 0      |

## Palmarès
- Vice-champion du monde Superbike en 2004 sur Ducati
- 11 victoires en Superbike (dont 10 pour Ducati)
- 18 podiums en Superbike
- 1 victoire en Grand Prix 500 cm3 (Grand Prix de Valence 1999)
- Champion d'Europe 250 cm3 en 1994
- Champion de France 250 cm3 en 1994
- Coupe des Nations 2000, avec Gilles Panizzi et Yvan Muller